# MicroEJ
 (juillet 2021).
MicroEJ est une société française d’édition de logiciels pour la conception de logiciels enfouis (dits embarqués) intégrés dans les appareils électroniques. 
La société a son siège social à Nantes (France) et a ouvert une filiale à Boston dans le Massachusetts (Etats-Unis).

## Historique
MicroEJ a été fondé en 2004 par le Dr Fred Rivard sous le nom de Industrial Smart Software Technology (IS2T). 
Après une première phase de recherche et développement, l’entreprise s’est développée à la suite d'une levée de fonds opérée auprès de l’entreprise Innovacom fin 2011. La compagnie a, par la suite, été officiellement renommée MicroEJ.

## Présentation
L’entreprise propose un environnement d'exécution et des bibliothèques logicielles permettant d'exécuter des logiciels sur des machines virtuelles reproduisant le comportement de systèmes embarqués physiques 
. 
La virtualisation permise par l’environnement d’exécution de MicroEJ permet d’exécuter des programmes prévus pour la plate-forme Java ou  Android.
Les applications logicielles développées s’exécutent en mode managé  sur des processeurs à basse consommation électrique tels que des microcontrôleurs basés sur les architectures ARM ARM Cortex-M
 comme par exemple STM32 de STMicroelectronics, ESP32 de Espressif, Sony Spresense, les microcontrôleurs Kinetis de NXP, ou les microcontrôleurs Renesas RZ ou tels que les microprocesseurs basés sur les architectures ARM 926 ou ARM Cortex-A tels que les microcontrôleurs i.MX de NXP. L’environnement d’exécution virtuel peut supporter la plupart des RTOS utilisés sur le marché des systèmes embarqués : FreeRTOS, ThreadX, mbed OS, embOS, Micrium’s µC/OS, VxWorks, PikeOS, Linux, Integrity RTOS etc.

## Fonctionnalités
L’environnement d’exécution virtuel, appelé MICROEJ VEE (Virtual Execution Environment), est disponible sous la forme d’une couche logicielle enfouie (runtime), et d’un simulateur permettant le développement d'applications logicielles sur des jumeaux numériques (appareils simulés sur stations de travail).
Ces outils sont personnalisables avec le kit de développement MICROEJ SDK, un environnement de développement intégré basé sur Eclipse.
Un framework constitué de bibliothèques spécialisées permet de développer des applications alliant interfaces graphiques, connectivité entre produits électroniques, connectivité cloud et diverses logiques de traitement de données.

## Marchés
L’entreprise se positionne sur les marchés suivants : les appareils électroménagers, la domotique, les appareils médicaux, les applications industrielles, les wearables (électroniques portés sur soi), les imprimantes industrielles et les réseaux électriques intelligents (comptages, villes, éclairage...).